# Basketballverband Saar
Der Basketball-Verband Saar e. V. ist die Vereinigung der Basketballvereine beziehungsweise Sportvereine mit Basketball-Abteilungen im Saarland.

## Geschichte
Der Verband wurde am 11. Januar 1958 in Saarbrücken gegründet, zum ersten Vorsitzenden wurde Franz Martin gewählt.
Martin blieb bis 1965 im Amt. Von 1965 bis 1977 war Manfred Schönsiegel Verbandspräsident, von 1977 bis 1982 hatte Monika Buchmann das Amt inne. Im Zeitraum von 1982 bis 1988 führte Werner Ney die Geschicke als Vorsitzender des Verbandes, von 1988 bis 2001 fungierte Wolfgang Hoffmann als Präsident. Von 2001 bis 2016 übte Franz-Josef Kamp dieses Amt aus, 2016 wurde Dirk Kaufmann dessen Nachfolger.
Mit Stand Dezember 2011 hatte der Basketballverband Saar rund 1900 Mitglieder und 22 Mitgliedsvereine. 2017 waren es 1400 Spieler in 24 Vereinen.
Die Damen des TV Saarlouis bescherten mit dem Gewinn von deutschen Meistertiteln sowie Pokalerfolgen und Europapokalteilnahmen auch anderen Vereinen des Verbandes Zulauf und sorgten für einen hohen Stellenwert des Basketballsports im Saarland.

## Aufgaben und Aufbau
Laut Satzung ist der Zweck des Verbandes „Förderung und Verbreitung des Basketballsports. Er soll das Interesse der Jugend an dieser Sportart wecken und weiterentwickeln.“
Bei der Durchführung des Spielbetriebs in den Ligen 1. Regionalliga Südwest, 2. Regionalliga Südwest/Nord und Oberliga Rheinland-Pfalz/Saar arbeitet der Basketballverband Saar mit dem Basketballverband Rheinland-Pfalz, dem Hessischen Basketball-Verband, sowie dem Basketballverband Baden-Württemberg zusammen.